# Coronéis de Batina
Coronéis de Batina é o nome dado aos padres da Igreja Católica Apostólica Romana que atuou na cultura e na política do estado do Ceará entre os anos de 1920 até 1964. Vários padres da época se envolviam com a política inclusive o padre Cícero Romão Batista.